# BE Circuit 2007/08
Der BE Circuit 2007/2008 war die 21. Auflage dieser europäischen Turnierserie im Badminton.

## Die Wertungsturniere
| Turnier                                    | Austragungsort   | Termin                          | Preisgeld      | BWF-Level |
| ------------------------------------------ | ---------------- | ------------------------------- | -------------- | --------- |
| 01 White Nights 2007                       | Sankt Petersburg | 12. – 15. Juli 2007             | 15.000 US$     | Level 4A  |
| 02 Turkey International 2007               | Istanbul         | 30. August – 2. September 2007  | 15.000 US$     | Level 4A  |
| 03 Yonex Belgian International 2007        | Mechelen         | 6. – 9. September 2007          | 15.000 US$     | Level 4A  |
| 04 Yonex Czech International 2007          | Brno             | 20. – 23. September 2007        | 5.000 US$      | Level 4B  |
| 05 Yonex Slovak International 2007         | Prešov           | 27. – 30. September 2007        | kein Preisgeld | Level 4C  |
| 06 Bulgarian International 2007            | Sofia            | 4. – 7. Oktober 2007            | 15.000 US$     | Level 4A  |
| 07 Cyprus International 2007               | Nikosia          | 11. – 14. Oktober 2007          | 5.000 US$      | Level 4B  |
| 08 Yonex Hungarian International 2007      | Budapest         | 1. – 4. November 2007           | 5.000 US$      | Level 4B  |
| 09 Iceland International 2007              | Reykjavík        | 8. – 11. November 2007          | 5.000 US$      | Level 4B  |
| 10 Norwegian International 2007            | Oslo             | 15. – 18. November 2007         | 15.000 US$     | Level 4A  |
| 11 Scottish International 2007             | Glasgow          | 22. – 25. November 2007         | 15.000 US$     | Level 4A  |
| 12 Yonex Welsh International 2007          | Cardiff          | 29. November – 2. Dezember 2007 | 5.000 US$      | Level 4B  |
| 13 Yonex Irish International 2007          | Lisburn          | 6. – 9. Dezember 2007           | 16.000 US$     | Level 4A  |
| 14 Italian International 2007              | Rom              | 11. – 14. Dezember 2007         | 15.000 US$     | Level 4A  |
| 15 Hellas Victor International 2007        | Thessaloniki     | 19. – 22. Dezember 2007         | 5.000 US$      | Level 4B  |
| 16 Swedish International Stockholm 2008    | Täby (Stockholm) | 24. – 27. Januar 2008           | 5.000 US$      | Level 4B  |
| 17 Austrian International 2008             | Wien             | 21. – 24. Februar 2008          | 5.000 US$      | Level 4B  |
| 18 Croatian International 2008             | Zagreb           | 6. – 9. März 2008               | 5.000 US$      | Level 4B  |
| 19 Portugal International 2008             | Caldas da Rainha | 13. – 16. März 2008             | 5.000 US$      | Level 4B  |
| 20 Banuinvenst Romanian International 2008 | Timișoara        | 20. – 23. März 2008             | 5.000 US$      | Level 4B  |
| 21 Polish International 2008               | Spała            | 27. – 30. März 2008             | 15.000 US$     | Level 4A  |
| 22 Finnish International 2008              | Helsinki         | 3. – 6. April 2008              | 15.000 US$     | Level 4A  |
| 23 Dutch International 2008                | Wateringen       | 24. – 27. April 2008            | 15.000 US$     | Level 4A  |

## Sieger
| Veranstaltung                   | Herreneinzel             | Dameneinzel         | Herrendoppel                         | Damendoppel                                | Mixed                                      |
| ------------------------------- | ------------------------ | ------------------- | ------------------------------------ | ------------------------------------------ | ------------------------------------------ |
| St. Petersburg White Nights     | Stanislav Pukhov         | Kanako Yonekura     | Vitaliy Durkin Alexandr Nikolaenko   | Anastasia Russkikh Ekaterina Ananina       | Alexandr Nikolaenko Nina Vislova           |
| Turkey International            | Hans-Kristian Vittinghus | Juliane Schenk      | Kristof Hopp Ingo Kindervater        | Nicole Grether Juliane Schenk              | Ingo Kindervater Kathrin Piotrowski        |
| Belgian International           | Marc Zwiebler            | Larisa Griga        | Kristof Hopp Ingo Kindervater        | Natalie Munt Joanne Nicholas               | Chris Langridge Joanne Nicholas            |
| Czech International             | Arvind Bhat              | Rachel van Cutsen   | Kasper Faust Henriksen Rasmus Bonde  | Mie Schjøtt-Kristensen Christinna Pedersen | Rasmus Bonde Christinna Pedersen           |
| Slovak International            | Dmytro Zavadsky          | Anne Hald           | Zvonimir Đurkinjak Jakub Bitman      | Elena Shimko Tatjana Bibik                 | Anton Nazarenko Elena Chernyavskya         |
| Bulgarian International         | Jan Fröhlich             | Petya Nedelcheva    | Robert Mateusiak Michał Łogosz       | Nina Vislova Valeria Sorokina              | Alexandr Nikolaenko Nina Vislova           |
| Cyprus International            | Chetan Anand             | Kati Tolmoff        | Christian Larsen Christian Skovgaard | Jwala Gutta Shruti Kurien                  | Chetan Anand Jwala Gutta                   |
| Hungarian International         | Jan Ø. Jørgensen         | Ragna Ingólfsdóttir | Mads Pieler Kolding Peter Mørk       | Line Damkjær Kruse Camilla Sørensen        | Zhang Yi Cai Jiani                         |
| Iceland International           | Petr Koukal              | Ragna Ingólfsdóttir | Peter Hasbak Jonas Glyager Jensen    | Katrín Atladóttir Ragna Ingólfsdóttir      | Jonas Glyager Jensen Maria Thorberg        |
| Norwegian International         | Marc Zwiebler            | Juliane Schenk      | Howard Bach Khankham Malaythong      | Anastasia Russkikh Ekaterina Ananina       | Kristof Hopp Birgit Overzier               |
| Scottish Open                   | Kenichi Tago             | Kanako Yonekura     | Robert Blair David Lindley           | Nina Vislova Valeria Sorokina              | Robert Blair Imogen Bankier                |
| Welsh International             | Marc Zwiebler            | Jill Pittard        | Wojciech Szkudlarczyk Adam Cwalina   | Chloe Magee Bing Huang                     | Wojciech Szkudlarczyk Małgorzata Kurdelska |
| Irish Open                      | Peter Mikkelsen          | Elizabeth Cann      | Khankham Malaythong Howard Bach      | Bing Huang Chloe Magee                     | Howard Bach Eva Lee                        |
| Italian International           | Sho Sasaki               | Juliane Schenk      | Carsten Mogensen Mathias Boe         | Anastasia Russkikh Ekaterina Ananina       | Alexandr Nikolaenko Nina Vislova           |
| Greece International            | Marc Zwiebler            | Petya Nedelcheva    | Goh Ying Jin Au Kok Leong            | Diana Dimova Petya Nedelcheva              | Mads Pieler Kolding Line Damkjær Kruse     |
| Swedish International Stockholm | Marc Zwiebler            | Li Wenyan           | Rasmus Andersen Peter Steffensen     | Yu Qi Cai Jiani                            | Peter Steffensen DänemarkJulie Houmann     |
| Austrian International          | Anand Pawar              | Zhang Xi            | Fran Kurniawan Rendra Wijaya         | Cai Jiani Yu Qi                            | Zhang Yi Cai Jiani                         |
| Croatian International          | Ville Lång               | Kaori Imabeppu      | Rupesh Kumar Sanave Thomas           | Maria Thorberg Kati Tolmoff                | Baptiste Carême Laura Choinet              |
| Portugal International          | Anand Pawar              | Kaori Imabeppu      | Ruud Bosch Koen Ridder               | Cai Jiani Zhang Xi                         | Zhang Yi Cai Jiani                         |
| Romanian International          | Ville Lång               | Hwang Hye-youn      | Vladimir Metodiev Krasimir Jankov    | Olga Golovanova Anastasia Prokopenko       | Stilian Makarski Diana Dimova              |
| Polish Open                     | Marc Zwiebler            | Juliane Schenk      | Michał Łogosz Robert Mateusiak       | Shendy Puspa Irawati Meiliana Jauhari      | Robert Mateusiak Nadieżda Kostiuczyk       |
| Finnish International           | Martin Bille Larsen      | Elizabeth Cann      | Fran Kurniawan Rendra Wijaya         | Lena Frier Kristiansen Kamilla Rytter Juhl | Fran Kurniawan Shendy Puspa Irawati        |
| Dutch International             | Hans-Kristian Vittinghus | Larisa Griga        | Kristof Hopp Ingo Kindervater        | Kamila Augustyn Nadieżda Kostiuczyk        | Rasmus Bonde Helle Nielsen                 |